# Tour de Francia 2018
La 105.ª edición de la competición ciclista Tour de Francia, fue una carrera de ciclismo en ruta por etapas celebrada entre el 7 y el 29 de julio de 2018 en Francia con inicio en la comuna francesa de Noirmoutier-en-l'Île y final en la ciudad de París sobre un recorrido de 3329 kilómetros. La carrera formó parte del UCI WorldTour 2018, siendo la vigésimo quinta competición del calendario de máxima categoría mundial.
Obtuvo la victoria final el corredor británico Geraint Thomas, del equipo Sky, estrenando su palmarés en las Grandes Vueltas, además de ser el primer galés en conquistar el Tour de Francia. Completaron el podio Tom Dumoulin del equipo Sunweb y Chris Froome del Sky.

## Equipos participantes
Para otros detalles, ver sección: Ciclistas participantes y posiciones finales
Tomaron parte en la carrera 22 equipos: 18 de categoría UCI WorldTeam
y 4 de categoría Profesional Continental. A partir de esta edición, el número de participantes por equipo se redujo de 9 a 8, formando así un pelotón de 176 ciclistas (en lugar de 198) de los que terminaron 145. Los equipos participantes fueron:
| WorldTeams (18)- AG2R La Mondiale - Astana - Bahrain-Merida - BMC Racing Team - Bora-Hansgrohe - Groupama-FDJ - Lotto Soudal - Mitchelton-Scott - Movistar Team - Quick-Step Floors - Dimension Data - EF Education First-Drapac p/b Cannondale - Katusha-Alpecin - Lotto NL-Jumbo - Sky - Team Sunweb - Trek-Segafredo - UAE Team Emirates Equipos continentales profesionales (4)- Cofidis, Solutions Crédits - Direct Énergie - Fortuneo-Samsic - Wanty-Groupe Gobert |
| |

## Favoritos
- Chris Froome (33 años). El ciclista británico, cuatro veces campeón del Tour de Francia y victorioso en sus tres últimas ediciones, es el principal aspirante a la victoria. Su solidez en la montaña, excelencia en la contrarreloj y el apoyo de su equipo serán sus mayores bazas. Michał Kwiatkowski, Geraint Thomas y Egan Bernal, entre otros, protegerán al líder.
- Romain Bardet (27 años). Subcampeón del Tour 2016 y tercero del Tour 2017. Mathias Frank y Alexis Vuillermoz serán sus escuderos en la alta montaña.
- Nairo Quintana (28 años). Persigue completar su palmarés de Grandes Vueltas con un triunfo en el Tour, tras haberse subido ya 3 veces al podio en anteriores ediciones.
- Rigoberto Urán (31 años). Sorpresivo subcampeón del Tour 2017. Contará con el apoyo de ciclistas como Pierre Rolland y del joven colombiano Daniel Felipe Martínez.
- Richie Porte (33 años). Ex-escudero de Froome, será quizás el rival más temible del británico por los resultados obtenidos en este año, entre otros como campeón de la Vuelta a Suiza.
- Vincenzo Nibali (33 años). Buscará conquistar su segundo Tour, tras ser campeón en 2014. Es junto a Froome el único ciclista en competencia en ganar las tres Grandes Vueltas.
- Tom Dumoulin (27 años). En su quinta participación en el Tour, se espera que logre una buena actuación teniendo en cuenta sus podios en el Giro de Italia en los dos últitmos años, campeón en 2017 y subcampeón de 2018 detrás de Froome.
- Mikel Landa (28 años). Gregario de Froome en el Tour anterior donde logró el cuarto puesto. Ahora en Movistar Team tendrá mayor libertad para luchar por el título. Contará con el apoyo de buenos ciclistas españoles como Alejandro Valverde y Marc Soler, aunque comparte el liderazgo del equipo con Nairo Quintana.

Otros ciclistas llamados a ser protagonistas son: Alejandro Valverde; los neerlandeses Bauke Mollema, Steven Kruijswijk y Robert Gesink; los británicos Adam Yates y el fuerte gregario de Froome, Geraint Thomas, también el esloveno Primož Roglič y el ruso Ilnur Zakarin.

## Recorrido
El Tour de Francia con 3329 kilómetros de recorrido será una edición equilibrada en el que, como viene siendo habitual en los últimos años, la montaña sigue teniendo un peso específico mayor que la lucha contra el cronómetro, así mismo, se vivirá una etapa con algunos tramos de pavé como aperitivo de la carrera. La Grande Boucle está conformada por 21 etapas divididas en 8 llanas, 6 de montaña ideal con 3 llegadas en alto (La Rosière, Alpe d'Huez y Col de Portet) y varios puertos de montaña (11 en los Alpes, 10 en los Pirineos y 4 en el Macizo Central), 15 tramos de adoquines en una sola etapa, 5 salidas inéditas (Mouilleron-Saint-Germain, Dreux, Trie-sur-Baïse, Saint-Pée-sur-Nivelle y Houilles), 4 metas inéditas (Fontenay-le-Comte, Sarzeau, La Rosière y Espelette), 2 etapas contrarreloj (una por equipos y una individual) y 2 jornadas de descanso.
| Etapa      | Fecha       | Recorrido                                   | type                     | Distancia (km) | Ganador            | Líder             |
| ---------- | ----------- | ------------------------------------------- | ------------------------ | -------------- | ------------------ | ----------------- |
| 1.ª etapa  | 7 de jul    | Noirmoutier-en-l'Île – Fontenay-le-Comte    | etapa llana              | 201            | Fernando Gaviria   | Fernando Gaviria  |
| 2.ª etapa  | 8 de jul    | Mouilleron-Saint-Germain – La Roche-sur-Yon | etapa llana              | 182,5          | Peter Sagan        | Peter Sagan       |
| 3.ª etapa  | 9 de jul    | Cholet – Cholet                             | contrarreloj por equipos | 35,5           | BMC Racing Team    | Greg Van Avermaet |
| 4.ª etapa  | 10 de jul   | La Baule-Escoublac – Sarzeau                | etapa llana              | 195            | Fernando Gaviria   | Greg Van Avermaet |
| 5.ª etapa  | 11 de jul   | Lorient – Quimper                           | etapa escarpada          | 204,5          | Peter Sagan        | Greg Van Avermaet |
| 6.ª etapa  | 12 de jul   | Brest – Mûr-de-Bretagne                     | etapa escarpada          | 181            | Daniel Martin      | Greg Van Avermaet |
| 7.ª etapa  | 13 de jul   | Fougères – Chartres                         | etapa llana              | 231            | Dylan Groenewegen  | Greg Van Avermaet |
| 8.ª etapa  | 14 de jul   | Dreux – Amiens                              | etapa llana              | 181            | Dylan Groenewegen  | Greg Van Avermaet |
| 9.ª etapa  | 15 de jul   | Arras – Roubaix                             | etapa escarpada          | 156,5          | John Degenkolb     | Greg Van Avermaet |
|            | 16 de julio | Día de descanso                             | Día de descanso          |                |                    |                   |
| 10.ª etapa | 17 de jul   | Annecy – Le Grand-Bornand                   | etapa de montaña         | 158,5          | Julian Alaphilippe | Greg Van Avermaet |
| 11.ª etapa | 18 de jul   | Albertville – La Rosière (Montvalezan)      | etapa de montaña         | 108,5          | Geraint Thomas     | Geraint Thomas    |
| 12.ª etapa | 19 de jul   | Bourg-Saint-Maurice – Alpe d'Huez           | etapa de montaña         | 175,5          | Geraint Thomas     | Geraint Thomas    |
| 13.ª etapa | 20 de jul   | Le Bourg-d'Oisans – Valence                 | etapa llana              | 169,5          | Peter Sagan        | Geraint Thomas    |
| 14.ª etapa | 21 de jul   | Saint-Paul-Trois-Châteaux – Mende           | etapa escarpada          | 188            | Omar Fraile        | Geraint Thomas    |
| 15.ª etapa | 22 de jul   | Millau – Carcasona                          | etapa escarpada          | 181,5          | Magnus Cort        | Geraint Thomas    |
|            | 23 de julio | Día de descanso                             | Día de descanso          |                |                    |                   |
| 16.ª etapa | 24 de jul   | Carcasona – Bagnères-de-Luchon              | etapa de montaña         | 218            | Julian Alaphilippe | Geraint Thomas    |
| 17.ª etapa | 25 de jul   | Bagnères-de-Luchon – Col de Portet          | etapa de montaña         | 65             | Nairo Quintana     | Geraint Thomas    |
| 18.ª etapa | 26 de jul   | Trie-sur-Baïse – Pau                        | etapa llana              | 171            | Arnaud Démare      | Geraint Thomas    |
| 19.ª etapa | 27 de jul   | Lourdes – Laruns                            | etapa de montaña         | 200,5          | Primož Roglič      | Geraint Thomas    |
| 20.ª etapa | 28 de jul   | Saint-Pée-sur-Nivelle – Espelette           | contrarreloj individual  | 31             | Tom Dumoulin       | Geraint Thomas    |
| 21.ª etapa | 29 de jul   | Houilles – París                            | etapa llana              | 116            | Alexander Kristoff | Geraint Thomas    |

## Clasificaciones finales
Las clasificaciones finalizaron de la siguiente forma:

### Clasificación general(Maillot Jaune)
| \| Clasificación general \| Clasificación general \| Clasificación general \| Clasificación general \| Clasificación general \| \| Ciclista \| Ciclista \| Equipo \| Tiempo \| \| \| --------------------- \| --------------------- \| --------------------- \| --------------------- \| --------------------- \| \| 1.º \| Geraint Thomas \| Team Sky \| 83 h 17 min 13 s \| \| \| 2.º \| Tom Dumoulin \| Team Sunweb \| + 1 min 51 s \| \| \| 3.º \| Chris Froome \| Team Sky \| + 2 min 24 s \| \| \| 4.º \| Primož Roglič \| LottoNL-Jumbo \| + 3 min 22 s \| \| \| 5.º \| Steven Kruijswijk \| LottoNL-Jumbo \| + 6 min 08 s \| \| \| 6.º \| Romain Bardet \| AG2R La Mondiale \| + 6 min 57 s \| \| \| 7.º \| Mikel Landa \| Movistar Team \| + 7 min 37 s \| \| \| 8.º \| Daniel Martin \| UAE Team Emirates \| + 9 min 05 s \| \| \| 9.º \| Ilnur Zakarin \| Katusha-Alpecin \| + 12 min 37 s \| \| \| 10.º \| Nairo Quintana \| Movistar Team \| + 14 min 18 s \| \| \| 11.º \| Bob Jungels \| Quick-Step Floors \| + 16 min 32 s \| \| \| 12.º \| Jakob Fuglsang \| Astana \| + 19 min 46 s \| \| \| 13.º \| Pierre Latour \| AG2R La Mondiale \| + 22 min 13 s \| \| \| 14.º \| Alejandro Valverde \| Movistar Team \| + 27 min 26 s \| \| \| 15.º \| Egan Bernal \| Team Sky \| + 27 min 52 s \| \| \| 16.º \| Tanel Kangert \| Astana \| + 34 min 52 s \| \| \| 17.º \| Warren Barguil \| Fortuneo-Samsic \| + 37 min 06 s \| \| \| 18.º \| Domenico Pozzovivo \| Bahrain-Merida \| + 39 min 08 s \| \| \| 19.º \| Rafał Majka \| Bora-Hansgrohe \| + 39 min 57 s \| \| \| 20.º \| Damiano Caruso \| BMC Racing Team \| + 42 min 03 s \| \| |                    |                   |                  |
| |                    |                   |                  |
| Fuentes: ProCyclingStats Cycling Archives |                    |                   |                  |
| Clasificación general |                    |                   |                  |
| Ciclista | Ciclista           | Equipo            | Tiempo           |
| 1.º | Geraint Thomas     | Team Sky          | 83 h 17 min 13 s |
| 2.º | Tom Dumoulin       | Team Sunweb       | + 1 min 51 s     |
| 3.º | Chris Froome       | Team Sky          | + 2 min 24 s     |
| 4.º | Primož Roglič      | LottoNL-Jumbo     | + 3 min 22 s     |
| 5.º | Steven Kruijswijk  | LottoNL-Jumbo     | + 6 min 08 s     |
| 6.º | Romain Bardet      | AG2R La Mondiale  | + 6 min 57 s     |
| 7.º | Mikel Landa        | Movistar Team     | + 7 min 37 s     |
| 8.º | Daniel Martin      | UAE Team Emirates | + 9 min 05 s     |
| 9.º | Ilnur Zakarin      | Katusha-Alpecin   | + 12 min 37 s    |
| 10.º | Nairo Quintana     | Movistar Team     | + 14 min 18 s    |
| 11.º | Bob Jungels        | Quick-Step Floors | + 16 min 32 s    |
| 12.º | Jakob Fuglsang     | Astana            | + 19 min 46 s    |
| 13.º | Pierre Latour      | AG2R La Mondiale  | + 22 min 13 s    |
| 14.º | Alejandro Valverde | Movistar Team     | + 27 min 26 s    |
| 15.º | Egan Bernal        | Team Sky          | + 27 min 52 s    |
| 16.º | Tanel Kangert      | Astana            | + 34 min 52 s    |
| 17.º | Warren Barguil     | Fortuneo-Samsic   | + 37 min 06 s    |
| 18.º | Domenico Pozzovivo | Bahrain-Merida    | + 39 min 08 s    |
| 19.º | Rafał Majka        | Bora-Hansgrohe    | + 39 min 57 s    |
| 20.º | Damiano Caruso     | BMC Racing Team   | + 42 min 03 s    |

### Clasificación por puntos(Maillot Vert)
| Clasificación por puntos | Clasificación por puntos | Clasificación por puntos | Clasificación por puntos | Clasificación por puntos |
| Ciclista                 | Ciclista                 | Equipo                   | Puntos                   |                          |
| ------------------------ | ------------------------ | ------------------------ | ------------------------ | ------------------------ |
| 1.º                      | Peter Sagan              | Bora-Hansgrohe           | 477 pts                  |                          |
| 2.º                      | Alexander Kristoff       | UAE Team Emirates        | 246 pts                  |                          |
| 3.º                      | Arnaud Démare            | Groupama-FDJ             | 203 pts                  |                          |
| 4.º                      | John Degenkolb           | Trek-Segafredo           | 178 pts                  |                          |
| 5.º                      | Julian Alaphilippe       | Quick-Step Floors        | 143 pts                  |                          |
| 6.º                      | Greg Van Avermaet        | BMC Racing Team          | 134 pts                  |                          |
| 7.º                      | Andrea Pasqualon         | Wanty-Groupe Gobert      | 115 pts                  |                          |
| 8.º                      | Geraint Thomas           | Team Sky                 | 110 pts                  |                          |
| 9.º                      | Sonny Colbrelli          | Bahrain-Merida           | 104 pts                  |                          |
| 10.º                     | Daniel Martin            | UAE Team Emirates        | 98 pts                   |                          |

### Clasificación de la montaña(Maillot à Pois Rouges)
| Clasificación de la montaña | Clasificación de la montaña | Clasificación de la montaña | Clasificación de la montaña | Clasificación de la montaña |
| Ciclista                    | Ciclista                    | Equipo                      | Puntos                      |                             |
| --------------------------- | --------------------------- | --------------------------- | --------------------------- | --------------------------- |
| 1.º                         | Julian Alaphilippe          | Quick-Step Floors           | 170 pts                     |                             |
| 2.º                         | Warren Barguil              | Fortuneo-Samsic             | 91 pts                      |                             |
| 3.º                         | Rafał Majka                 | Bora-Hansgrohe              | 76 pts                      |                             |
| 4.º                         | Geraint Thomas              | Team Sky                    | 74 pts                      |                             |
| 5.º                         | Tom Dumoulin                | Team Sunweb                 | 63 pts                      |                             |
| 6.º                         | Primož Roglič               | LottoNL-Jumbo               | 56 pts                      |                             |
| 7.º                         | Daniel Martin               | UAE Team Emirates           | 41 pts                      |                             |
| 8.º                         | Nairo Quintana              | Movistar Team               | 40 pts                      |                             |
| 9.º                         | Tanel Kangert               | Astana                      | 39 pts                      |                             |
| 10.º                        | Steven Kruijswijk           | LottoNL-Jumbo               | 36 pts                      |                             |

### Clasificación del mejor joven(Maillot Blanc)
| Clasificación del mejor joven | Clasificación del mejor joven | Clasificación del mejor joven | Clasificación del mejor joven | Clasificación del mejor joven |
| Ciclista                      | Ciclista                      | Equipo                        | Tiempo                        |                               |
| ----------------------------- | ----------------------------- | ----------------------------- | ----------------------------- | ----------------------------- |
| 1.º                           | Pierre Latour                 | AG2R La Mondiale              | 83 h 39 min 26 s              |                               |
| 2.º                           | Egan Bernal                   | Team Sky                      | + 5 min 39 s                  |                               |
| 3.º                           | Guillaume Martin              | Wanty-Groupe Gobert           | + 22 min 05 s                 |                               |
| 4.º                           | David Gaudu                   | Groupama-FDJ                  | + 1 h 07 min 48 s             |                               |
| 5.º                           | Daniel Felipe Martínez        | EF Education First-Drapac     | + 1 h 16 min 25 s             |                               |
| 6.º                           | Antwan Tolhoek                | LottoNL-Jumbo                 | + 1 h 16 min 48 s             |                               |
| 7.º                           | Søren Kragh Andersen          | Team Sunweb                   | + 1 h 44 min 10 s             |                               |
| 8.º                           | Stefan Küng                   | BMC Racing Team               | + 1 h 45 min 01 s             |                               |
| 9.º                           | Marc Soler                    | Movistar Team                 | + 1 h 56 min 38 s             |                               |
| 10.º                          | Magnus Cort                   | Astana                        | + 2 h 10 min 13 s             |                               |

### Clasificación por equipos(Classement par Équipe)
| Clasificación por equipos | Clasificación por equipos | Clasificación por equipos | Clasificación por equipos |
| Equipo                    | Equipo                    | Tiempo                    |                           |
| ------------------------- | ------------------------- | ------------------------- | ------------------------- |
| 1.º                       | Movistar Team             | 250 h 24 min 53 s         |                           |
| 2.º                       | Bahrain-Merida            | + 12 min 33 s             |                           |
| 3.º                       | Sky                       | + 31 min 14 s             |                           |
| 4.º                       | Lotto NL-Jumbo            | + 47 min 24 s             |                           |
| 5.º                       | Astana                    | + 1 h 15 min 32 s         |                           |
| 6.º                       | Team Sunweb               | + 1 h 58 min 54 s         |                           |
| 7.º                       | AG2R La Mondiale          | + 2 h 15 min 49 s         |                           |
| 8.º                       | BMC Racing Team           | + 2 h 35 min 45 s         |                           |
| 9.º                       | Quick-Step Floors         | + 3 h 06 min 17 s         |                           |
| 10.º                      | Mitchelton-Scott          | + 3 h 13 min 41 s         |                           |

## Evolución de las clasificaciones
| Etapa                   |                          | Ganador _          | Clasificación general | Puntos           | Montaña            | Jóvenes              | Combatividad       | Equipo            |
| ----------------------- | ------------------------ | ------------------ | --------------------- | ---------------- | ------------------ | -------------------- | ------------------ | ----------------- |
| 1.ª etapa               | etapa llana              | Fernando Gaviria   | Fernando Gaviria      | Fernando Gaviria | Kévin Ledanois     | Fernando Gaviria     | Yoann Offredo      | Quick-Step Floors |
| 2.ª etapa               | etapa llana              | Peter Sagan        | Peter Sagan           | Peter Sagan      | Dion Smith         | Fernando Gaviria     | Sylvain Chavanel   | Quick-Step Floors |
| 3.ª etapa               | contrarreloj por equipos | BMC Racing Team    | Greg Van Avermaet     | Peter Sagan      | Dion Smith         | Søren Kragh Andersen | no otorgado        | Quick-Step Floors |
| 4.ª etapa               | etapa llana              | Fernando Gaviria   | Greg Van Avermaet     | Peter Sagan      | Dion Smith         | Søren Kragh Andersen | Jérôme Cousin      | Quick-Step Floors |
| 5.ª etapa               | etapa escarpada          | Peter Sagan        | Greg Van Avermaet     | Peter Sagan      | Toms Skujiņš       | Søren Kragh Andersen | Toms Skujiņš       | Quick-Step Floors |
| 6.ª etapa               | etapa escarpada          | Daniel Martin      | Greg Van Avermaet     | Peter Sagan      | Toms Skujiņš       | Søren Kragh Andersen | Damien Gaudin      | Quick-Step Floors |
| 7.ª etapa               | etapa llana              | Dylan Groenewegen  | Greg Van Avermaet     | Peter Sagan      | Toms Skujiņš       | Søren Kragh Andersen | Laurent Pichon     | Quick-Step Floors |
| 8.ª etapa               | etapa llana              | Dylan Groenewegen  | Greg Van Avermaet     | Peter Sagan      | Toms Skujiņš       | Søren Kragh Andersen | Fabien Grellier    | Quick-Step Floors |
| 9.ª etapa               | etapa escarpada          | John Degenkolb     | Greg Van Avermaet     | Peter Sagan      | Toms Skujiņš       | Søren Kragh Andersen | Damien Gaudin      | Quick-Step Floors |
| 10.ª etapa              | etapa de montaña         | Julian Alaphilippe | Greg Van Avermaet     | Peter Sagan      | Julian Alaphilippe | Pierre Latour        | Greg Van Avermaet  | Movistar Team     |
| 11.ª etapa              | etapa de montaña         | Geraint Thomas     | Geraint Thomas        | Peter Sagan      | Julian Alaphilippe | Pierre Latour        | Alejandro Valverde | Movistar Team     |
| 12.ª etapa              | etapa de montaña         | Geraint Thomas     | Geraint Thomas        | Peter Sagan      | Julian Alaphilippe | Pierre Latour        | Steven Kruijswijk  | Movistar Team     |
| 13.ª etapa              | etapa llana              | Peter Sagan        | Geraint Thomas        | Peter Sagan      | Julian Alaphilippe | Pierre Latour        | Michael Schär      | Movistar Team     |
| 14.ª etapa              | etapa escarpada          | Omar Fraile        | Geraint Thomas        | Peter Sagan      | Julian Alaphilippe | Pierre Latour        | Jasper Stuyven     | Movistar Team     |
| 15.ª etapa              | etapa escarpada          | Magnus Cort        | Geraint Thomas        | Peter Sagan      | Julian Alaphilippe | Pierre Latour        | Rafał Majka        | Movistar Team     |
| 16.ª etapa              | etapa de montaña         | Julian Alaphilippe | Geraint Thomas        | Peter Sagan      | Julian Alaphilippe | Pierre Latour        | Philippe Gilbert   | Bahrain-Merida    |
| 17.ª etapa              | etapa de montaña         | Nairo Quintana     | Geraint Thomas        | Peter Sagan      | Julian Alaphilippe | Pierre Latour        | Tanel Kangert      | Movistar Team     |
| 18.ª etapa              | etapa llana              | Arnaud Démare      | Geraint Thomas        | Peter Sagan      | Julian Alaphilippe | Pierre Latour        | Luke Durbridge     | Movistar Team     |
| 19.ª etapa              | etapa de montaña         | Primož Roglič      | Geraint Thomas        | Peter Sagan      | Julian Alaphilippe | Pierre Latour        | Mikel Landa        | Movistar Team     |
| 20.ª etapa              | contrarreloj individual  | Tom Dumoulin       | Geraint Thomas        | Peter Sagan      | Julian Alaphilippe | Pierre Latour        | no otorgado        | Movistar Team     |
| 21.ª etapa              | etapa llana              | Alexander Kristoff | Geraint Thomas        | Peter Sagan      | Julian Alaphilippe | Pierre Latour        | no otorgado        | Movistar Team     |
| Clasificaciones finales | Clasificaciones finales  |                    | Geraint Thomas        | Peter Sagan      | Julian Alaphilippe | Pierre Latour        | Daniel Martin      | Movistar Team     |

## Ciclistas participantes y posiciones finales
Convenciones:
- AB-N: Abandono en la etapa "N"
- FLT-N: Retiro por llegada fuera del límite de tiempo en la etapa "N"
- NTS-N: No tomó la salida para la etapa "N"
- DES-N: Descalificado o expulsado en la etapa "N"

## UCI World Ranking
El Tour de Francia otorgó puntos para el UCI WorldTour 2018 y el UCI World Ranking, este último para corredores de los equipos en las categorías UCI WorldTeam, Profesional Continental y  Continental. Las siguientes tablas muestran el baremo de puntuación y los 10 corredores que obtuvieron más puntos:
| Posición                 | 1.º  | 2.º | 3.º | 4.º | 5.º | 6.º | 7.º | 8.º | 9.º | 10.º | 11.º | 12.º | 13.º | 14.º | 15.º | 16.º | 17.º | 18.º | 19.º | 20.º | 21.º-25.º | 26.º-30.º | 31.º-40.º | 41.º-50.º | 51.º-55.º | 56.º-60.º |
| Clasificación general    | 1000 | 800 | 675 | 575 | 475 | 400 | 325 | 275 | 225 | 175  | 150  | 125  | 105  | 85   | 75   | 70   | 65   | 60   | 55   | 50   | 40        | 30        | 25        | 20        | 15        | 10        |
| Por etapa                | 120  | 50  | 25  | 15  | 5   |     |     |     |     |      |      |      |      |      |      |      |      |      |      |      |           |           |           |           |           |           |
| Líder                    | 25   |     |     |     |     |     |     |     |     |      |      |      |      |      |      |      |      |      |      |      |           |           |           |           |           |           |
| Clasificación secundaria | 120  | 50  | 25  |     |     |     |     |     |     |      |      |      |      |      |      |      |      |      |      |      |           |           |           |           |           |           |

| Clasificación |                    |                   |         |        |       |            |         |
| Posición      | Ciclista           | Equipo            | General | Etapa  | Líder | Secundaria | Total   |
| ------------- | ------------------ | ----------------- | ------- | ------ | ----- | ---------- | ------- |
| 1.º           | Geraint Thomas     | Sky               | 1000    | 346,25 | 250   | -          | 1596,25 |
| 2.º           | Tom Dumoulin       | Sunweb            | 800     | 225,62 | -     | -          | 1025,62 |
| 3.º           | Chris Froome       | Sky               | 675     | 96,25  | -     | -          | 771,25  |
| 4.º           | Primož Roglič      | LottoNL-Jumbo     | 575     | 135    | -     | -          | 710     |
| 5.º           | Peter Sagan        | Bora-Hansgrohe    | -       | 555    | 25    | 120        | 700     |
| 6.º           | Steven Kruijswijk  | LottoNL-Jumbo     | 475     | -      | -     | -          | 475     |
| 7.º           | Daniel Martin      | UAE Emirates      | 275     | 185    | -     | -          | 460     |
| 8.º           | Julian Alaphilippe | Quick-Step Floors | 25      | 313,12 | -     | 120        | 458,12  |
| 9.º           | Romain Bardet      | Ag2r La Mondiale  | 400     | 50     | -     | -          | 450     |
| 10.º          | Mikel Landa        | Movistar          | 325     | 5      | -     | -          | 330     |

1. ↑  Solo clasificaciones de la regularidad y la montaña.